# Palácio do Governo da Guiné-Bissau
O Palácio do Governo da Guiné-Bissau é um edifício público da Guiné-Bissau onde funciona o gabinete do Primeiro-ministro do país bem como algumas pastas ministeriais.

## História
A edificação foi construída pelo governo da Guiné-Bissau por meio de financiamentos de empréstimos em cooperação com a China. A construção durou 18 meses de construção e foi inaugurada em novembro de 2010.

## Arquitetura
O edifício tem sua construção em três blocos com um pórtico monumental na frontaria e acima do pórtico se elevam três blocos em formato quadral em degradê para cima, onde se eleva o mastro principal, onde tremula a bandeira nacional do país.[carece de fontes?]